# 레스보스섬
레스보스(그리스어: νησιά Λέσβος 니시아 레스보스[*], 튀르키예어: Midilli)는 에게해 북동부에 위치한 그리스의 섬이다. 면적은 1,633km², 해안선 길이는 370km로, 그리스에서 세 번째로 큰 섬이자 지중해에서 여덟 번째로 큰 섬이다. 좁은 미틸리니 해협을 사이에 두고 소아시아와 분리되어 있다. 남동 해안에 섬의 수도이자 가장 큰 도시인 미틸리니가 있으며, 이 이름은 섬 전체를 지칭할 때도 사용된다. 레스보스는 미틸리니를 중심으로 하는 별도의 지역 단위인 레스보스현에 속하며, 미틸리니는 북에게주의 주도이기도 하다. 2021년 기준 섬의 총 인구는 83,755명이다. 레스보스인의 3분의 1은 수도에 살고 있으며, 나머지는 소도시와 마을에 집중되어 있다. 가장 큰 마을들은 플로마리, 칼로니, 게라, 아기아소스, 에레소스, 그리고 몰리보스(고대 메팀나)이다.
후대 그리스 작가들에 따르면, 미틸레네(미틸리니의 이전 이름)는 기원전 11세기에 테살리아에서 온 펜틸리데 가문에 의해 건설되었으며, 이들은 미틸레네의 피타쿠스가 이끈 민중 봉기(기원전 590~580년)로 그들의 통치가 끝날 때까지 도시 국가를 통치하였다. 실제로, 고고학적, 언어학적 기록은 그리스 이주자들이 후기 철기 시대에 도래하였음을 보여주지만, 후기 청동기 시대 히타이트 기록의 언급은 당시에도 그리스인들이 존재하였을 가능성을 시사한다. 호메로스의 《일리아스》에 따르면, 레스보스는 아나톨리아에 기반을 둔 프리아모스 왕국의 일부였다. 중세 시대에는 비잔티움, 그 후 제노바의 지배를 받았다. 1462년에는 오스만 제국에 의해 정복되었다. 오스만은 1912년 제1차 발칸 전쟁 때까지 이 섬을 통치하였고, 이후 그리스 왕국의 일부가 되었다.

## 역사

### 선사 시대
레스보스에는 적어도 기원전 3000년 전부터 사람이 살았다. 이 섬에서 발견된 가장 오래된 유물은 구석기 시대 후기로 거슬러 올라간다. 이 섬의 중요한 고고학적 유적지로는 목동들의 피난처였던 신석기 시대 카기아니 동굴, 신석기 시대 찰라키스 정착지, 테르미(기원전 3000~1000년)의 광범위한 거주지 등이 있다. 가장 큰 규모의 거주지는 기원전 2800~1900년으로 거슬러 올라가는 리스보리에서 발견되며, 그 중 일부는 얕은 연안 해역에 잠겨 있다. 또한, 펠라스기아인, 아카이아인, 아이올리스인이 기원전 1507년에서 기원전 1100년 사이에 이 섬에 살았던 것으로 추정된다.

### 고대 및 고전기

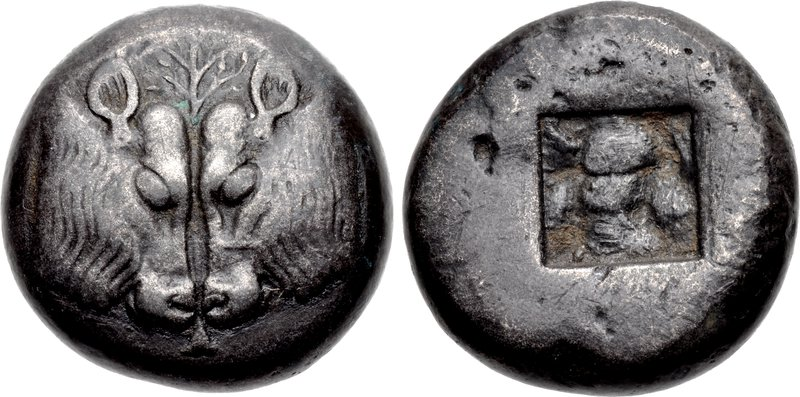
아케메네스 제국 레스보스 주화, 기원전 510 ~ 480년경.

고전 그리스 신화에 따르면 지명 레스보스는 이 섬의 수호신이었다. 로도스의 마카레우스는 많은 딸들에게 오늘날의 큰 도시에 자신의 이름을 물려준 최초의 왕으로 유명하다. 고전 신화에서는 그의 누이인 카나세스가 그를 왕으로 만들기 위해 죽임을 당했다고 전해진다. 일부에서는 여성에서 유래한 지명이 신으로 대체된 지역 여신의 이름을 딴 훨씬 이전의 정착지라고 주장하지만, 이를 뒷받침할 만한 증거는 거의 없다. 호메로스는 이 섬을 마카르의 자리인 "마카로스 에도스"라고 불렀다. 후기 청동기 시대의 히타이트 기록에 따르면 이 섬의 이름은 라즈파이며, 히타이트인들은 현지 신이 나타나지 않을 때 왕을 치료하기 위해 "그들의 신"(아마도 우상)을 빌릴 수 있을 만큼 이 섬의 인구가 중요하다고 여긴 것으로 보인다. 주로 테살리아에서 온 그리스 본토의 이민자들이 청동기 시대 후기에 이 섬에 들어와 그리스어의 아이올리스 방언을 남긴 것으로 추정되며, 그 문자 형태는 사포의 시 등에 남아 있다. 고전기에 이 섬의 도시들은 미틸레네(Mytilene, 현 미틸리니), 메팀나(Methymna), 안티사(Antissa), 에레소스(Eresos), 피라(Pyrrha)로 구성된 펜타폴리스를 형성하였다. 피라는 기원전 231년 지진으로 파괴되었고, 안티사는 기원전 168년 로마 공화국에 의해 파괴되었다.

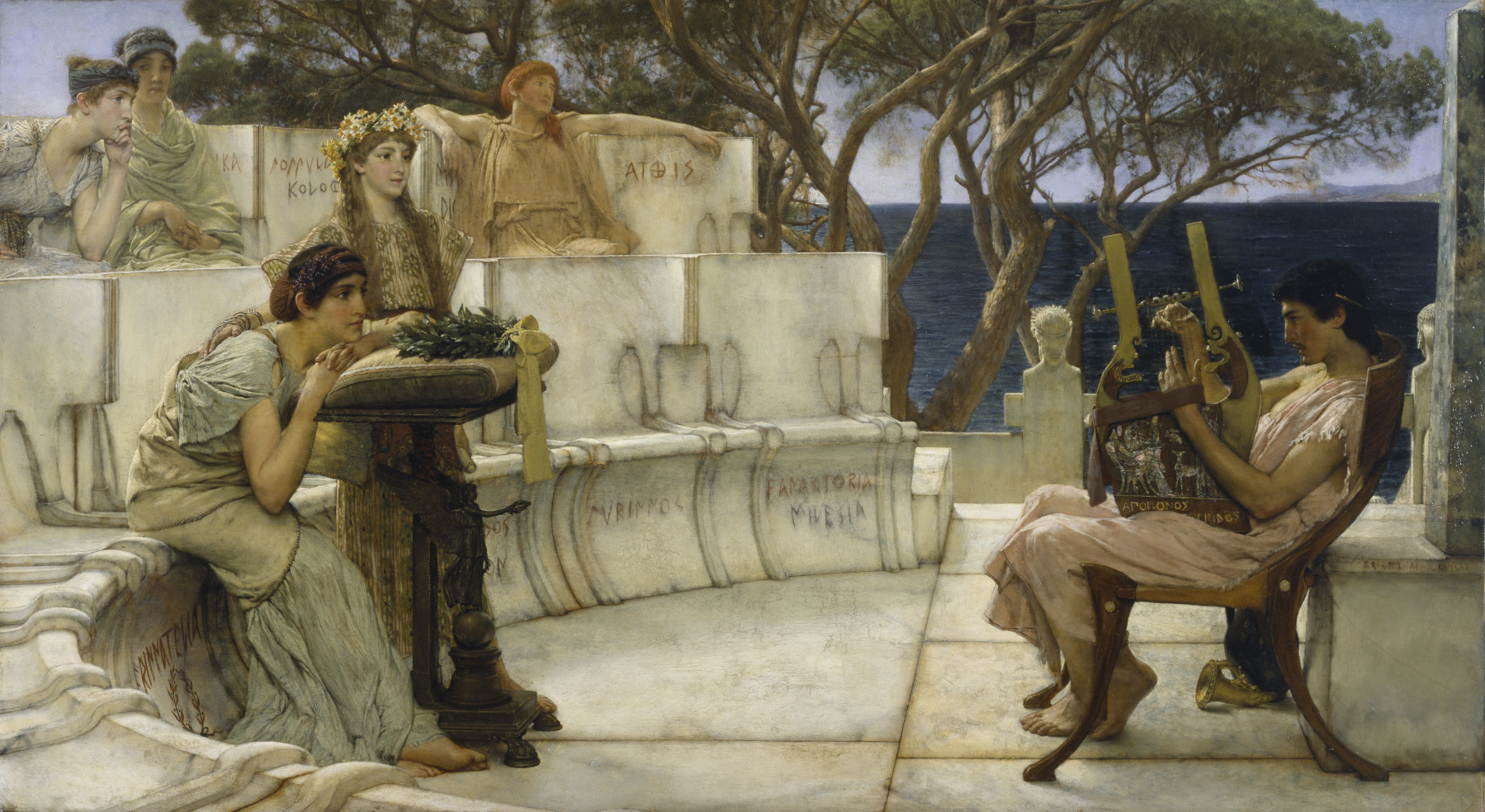
시인 알카이오스가 키타라를 연주하는 것을 듣고 있는 사포. 로런스 알마타데마의 그림, 1881년

고대 그리스 정경에 등장하는 아홉 서정시인 중 두 명인 사포와 알카이오스는 레스보스 출신이다. 철학자이자 역사가인 파이니아스는 이 섬에서 태어났다. 당시의 뛰어난 예술적 창의성은 아폴로가 리라를 선물하고 무사이에게 연주와 노래를 가르친 오르페우스 신화를 떠올리게 한다. 오르페우스는 디오니소스 신의 노여움을 사서 마이나스에게 찢겨나갔고, 그의 신체 부위 중 머리와 리라는 레스보스섬으로 옮겨져 지금까지 "남아있다"고 전한다. 미틸레네 출신의 피타코스는 그리스의 일곱 현자 중 한 명이다. 고전기에는 헬라니코스가 역사학을 발전시켰고 식물학의 아버지 테오프라스토스가 아리스토텔레스의 뒤를 이어 리세움의 수장이 되었다. 아리스토텔레스와 에피쿠로스는 한동안 이곳에 살았으며, 아리스토텔레스는 이곳에서 체계적인 동물학 연구를 시작하였다.

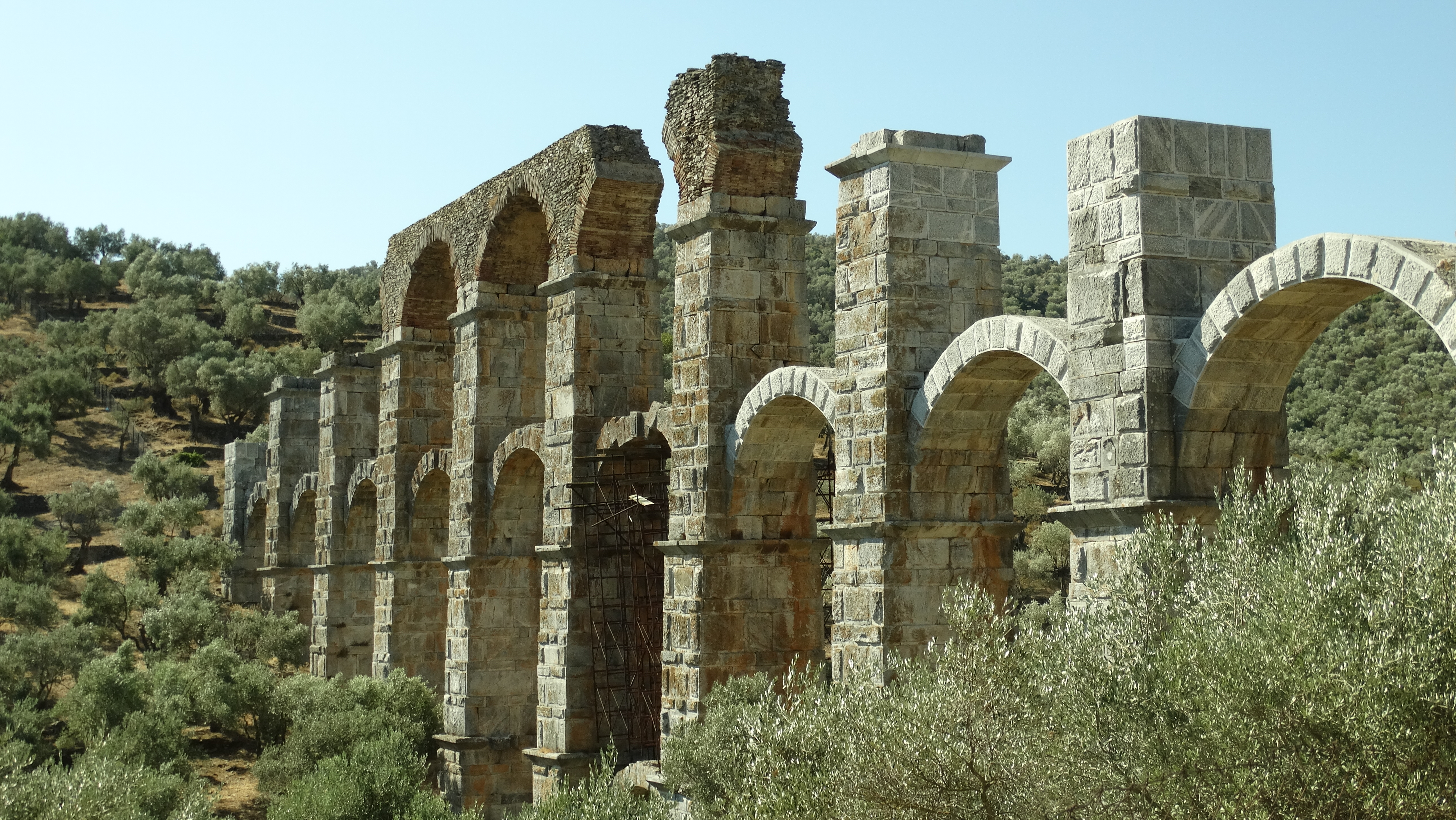
로마 수로 전경

폼페이우스 원정을 기록한 역사가 테오파네스도 레스보스 출신이다. 그리스 소설 《다프니스와 클로에》의 배경이 레스보스이기 때문에 작가인 롱구스도 이 섬 출신으로 추정되는 경우가 많다. 이 섬에서 발견되는 풍부한 회색 도기류와 아나톨리아의 위대한 대지모신인 키벨레 숭배는 신석기 시대부터 이어져 온 문화적 연속성을 시사한다. 페르시아의 키루스 대왕이 크로이소스를 물리친 후(기원전 546년) 아나톨리아의 이오니아 그리스 도시와 인근 섬들은 페르시아의 속국이 되었고, 페르시아가 살라미스 해전에서 그리스에 패배할 때까지(기원전 480년) 그 상태를 유지하였다. 이 섬은 고대에는 과두정치로 통치되었고, 고전기에는 준민주주의 방식이 이어졌다. 이 무렵 아리온은 비극의 시조인 디티람보스를 발전시켰고, 테르판드로스는 리라를 위한 7음계를 고안하였다. 레스보스는 짧은 기간 동안 아테네 동맹의 일원이었으며, 이 동맹의 배교에 대해서는 투키디데스가 《펠로폰네소스 전쟁사》 제3권 미틸레니아 논쟁에서 자세히 언급하고 있다. 헬레니즘 시대에 이 섬은 기원전 79년 로마의 손에 넘어갈 때까지 여러 후계 왕국에 속해 있었다. 로마 중세 역사의 흔적은 세 채의 인상적인 성으로 남아 있다. 미틸레네와 메팀나는 5세기부터 주교 관할 교구였다. 10세기 초에 이르러 미틸레네는 대교구 지위로 승격되었다. 메팀나도 12세기에 같은 지위를 획득하였다.

### 중세와 비잔티움 시대
중세의 레스보스는 비잔티움 제국에 속해 있었다. 802년 비잔티움 황후 이리니는 퇴위 후 레스보스로 유배되어 그곳에서 죽었다. 이 섬은 820년대 초 반란군 슬라브인 토마스의 함대가 집결하는 기지로 사용되었다. 9세기 후반에는 크레타 토후국에 의해 대대적인 습격을 받았다. 그 결과 에레소스 주민들은 마을을 버리고 아토스산에 정착하였다. 10세기에는 에게해의 테마 일부가 되었고, 11세기 후반에는 미틸리니의 쿠레이터 아래 디오이케시스(재정 구역)를 형성하였다. 1089~1093년경, 스미르나의 통치자였던 셀주크 튀르키예의 아미르 차카스가 이 섬을 잠시 점령했지만 내내 저항한 메팀나는 점령할 수 없었다. 12세기에 섬은 베네치아 공화국의 약탈 공격의 빈번한 표적이 되었다.

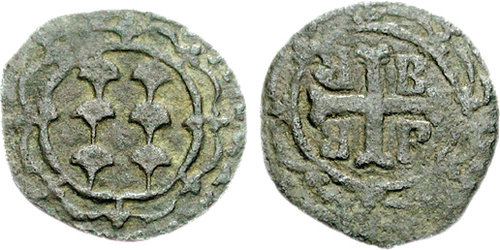
레스보스의 영주 프란체스코 2세 가틸루시오(1384년 ~ 1403년)의 데나로

제4차 십자군(1202년~1204년) 이후 이 섬은 라틴 제국으로 넘어갔지만, 1244년 이후 니케아 제국에 의해 다시 정복되었다. 1354년, 비잔티움 황제 요안니스 5세 팔레올로고스는 제노바 공화국의 프란체스코 1세 가틸루시오에게 이 섬을 지참금과 함께 영지로 하사하였다. 가틸루시오 가문은 한 세기 이상 이 섬을 통치하며 미틸리니성, 몰리보스(고대 메팀나), 고대 안티사 유적지에 있는 아기오스 테오도로스 요새 건설에 참여하였다.

### 오스만 시대

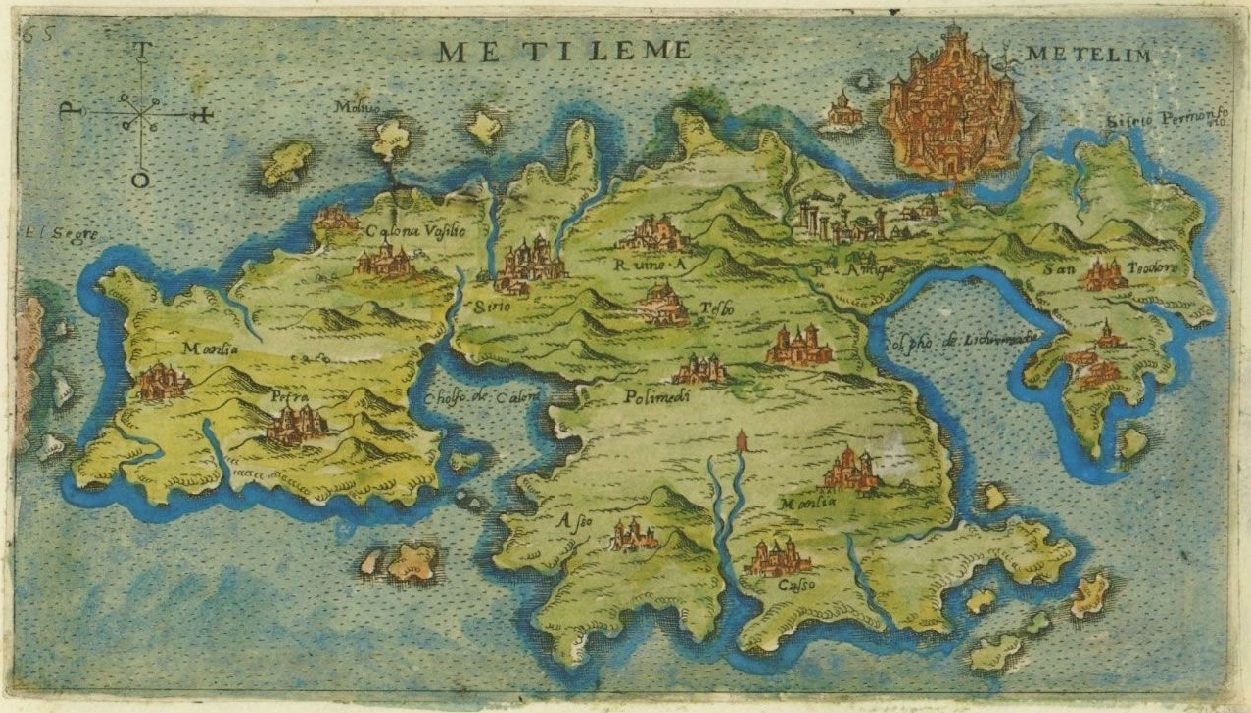
자코모 프랑코의 레스보스 지도(1597년)

1453년 콘스탄티노폴리스의 함락 이후, 가틸루시오 가문은 1462년 9월 술탄 메흐메트 2세에 의해 섬이 정복될 때까지 오스만 제국의 조공 봉신으로서 레스보스를 계속 통치하였다. 레스보스 점령 후, 부유한 주민들은 도시의 인구를 회복하기 위해 콘스탄티노폴리스로 이주되었고, 일부 소년소녀들은 제국의 군대로 징용되었지만, 나머지 주민들은 그대로 남았다. 메흐메트 2세는 루멜리아와 아나톨리아에서 무슬림 정착민들을 데려왔고, 예니체리들이 이곳에 정착하여 현지 여성들과 결혼하도록 장려하였다. 그들 중에는 해적 제독 하이레딘 바르바로사의 아버지인 야쿱도 있었다. 수도 미틸리니의 이름을 따서 미딜리(مدللى)로 불린 이 섬은 루멜리아 에얄렛의 산자크(주)가 되었고, 1534년 이후에는 제도 에얄렛의 일부가 되었다. 미틸리니와 몰로바(몰리보스/메팀나의 튀르키예식 이름)는 카디(이슬람 판사)의 거점이 되었다. 미틸리니의 대성당은 모스크로 개조되었다. 그 외에 현지 정교회의 조직은 변경되지 않았다.
1464년, 제1차 오스만-베네치아 전쟁의 일환으로, 오르사토 주스티니아니가 이끄는 베네치아군이 아기오스 테오도로스 요새를 점령하였지만 섬의 나머지 부분을 점령하는 데 실패했고, 철수하면서 성을 파괴하였다. 1474년에는 피에트로 모체니고가 이끄는 베네치아군이 섬을 습격하는 또 다른 공격이 있었다. 제2차 오스만-베네치아 전쟁 중에는 베네치아가 이끄는 200척의 함대가 미틸리니를 포위하였지만, 이 공격은 셰흐자데 코르쿠트에 의해 격퇴되었다. 그의 아버지인 술탄 바예지드 2세는 이후 미틸리니성을 포대로 보강하였다.
섬 인구의 대다수는 그리스 정교회인으로 남아있었지만, 이주민과 개종자들로 구성된 상당한 규모의 무슬림 공동체도 존재하였다. 1488년에는 전체 가구의 7.4%였던 무슬림 인구가 1831년에 19.45%로 정점에 달했다가 상대적으로 감소하기 시작해 1892년에는 14%에 이르렀다. 이슬람화 과정은 1602년에서 1644년 사이에 절정에 달했다. 무슬림들은 섬 전역에 거주했다. 두 공동체 간의 관계는 일반적으로 좋았으며, 레스보스 주민들은 종종 그리스어와 오스만 튀르크어를 모두 구사했다. 오스만 통치 기간 동안 의무적인 데브쉬르메 제도가 섬에 시행되었는데, 무슬림 지주와 국가 대표들을 포함한 현지인들은 일부 소년들을 징발에서 제외시키고 다른 이들을 징발 대상에 몰래 포함시키는 방식으로 청소년들의 오스만군 입대를 협상하였다. 예를 들어, 1603년과 1604년 겨울 사이에 105명의 소년들이 섬에서 징발되었고, 레스보스는 이 기간 동안 징발이 시행된 유일한 섬이었다.
레스보스는 무역으로 번영하였으며, 미틸리니는 에게해에서 가장 바쁜 오스만 항구로 여겨졌다. 서유럽 대표들이 1700년에 이미 도시에 주재하며 스미르나 영사관의 부영사 역할을 했다는 기록이 있다. 섬은 올리브와 올리브유, 밀, 포도, 건포도와 포도주, 무화과, 생선, 유제품, 도토리, 비누, 가죽, 피치, 가축 등을 수출하였다. 미틸리니 자체의 인구는 오스만 시대 동안 다섯 배 증가하였다. 도시에 여러 새로운 모스크가 세워졌고, 하이레딘 바르바로사는 자신의 고향에 마드라사(이슬람 학교), 데르비시 수도원, 이마렛(무료급식소)을 건립했다. 초기 오스만 건물들의 많은 부분과 도시 성벽이 1867년 지진으로 파괴되었다. 메블레비와 벡타시 수도원이 각각 1544년과 1699년부터 존재했다는 기록이 있다. 오스만 시대 대부분 동안 섬의 두 번째 도시였던 몰리보스도 성장을 경험해 규모가 두 배로 늘었다. 미틸리니와 달리 무슬림 집단이 우세해져 1874년에는 인구의 절반 이상을 차지했다. 베네치아와의 긴 크레타 전쟁 동안 모스크가 건설되고 요새화가 이루어졌다. 그러나 19세기 동안 도시의 중요성과 인구가 급격히 감소했고, 이러한 쇠퇴는 현대까지 계속되었다. 18세기 중반에는 해적의 공격으로부터 서부 해안을 보호하기 위해 시그리 성과 정착지가 설립되었다.

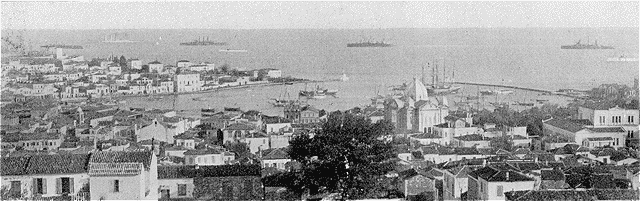
1905년 사건 당시 미틸리니 근해에 있던 유럽 군함.

섬의 상대적인 번영(부가 무슬림 공동체보다는 그리스 정교회 부르주아지에 집중된 것으로 보임)은 1821~1829년 그리스 독립 전쟁에 섬이 참여하지 않는 데 기여하였다. 19세기 후반, 이러한 번영은 크고 장식적인 저택과 교회의 건축에서 명백히 드러났다. 무슬림들도 이에 따라 자신들의 모스크를 유행하는 신고전주의와 고딕 복고양식으로 개조하였는데, 1867년의 파괴적인 지진 이후에 특히 그러하였다. 오스만의 작가이자 자유주의 정치인인 나므크 케말이 1877~1884년 사이에 현지 행정부에서 근무하였다. 1905년, 4개 유럽 강대국이 마케도니아 지방을 감독할 국제위원회 설립 계획을 오스만 정부에 압박하기 위하여 섬의 세관과 전신 사무소를 점령하였다.

### 근대
1912년, 그리스, 불가리아, 세르비아, 몬테네그로, 오스만 제국 사이에 기독교 발칸 국가들의 독립과 영토 확장을 둘러싸고 제1차 발칸 전쟁이 발발하였다. 파블로스 쿤두리오티스 소장의 지휘 하에 그리스 해군 부대가 1912년 11월 21일 레스보스에 상륙하면서 레스보스 전투가 시작되었다. 쿤두리오티스는 미틸리니를 그리스 통치 하에 두기 위한 최후통첩을 보냈고, 오스만 관리들은 이에 동의한 후 도시를 탈출하였다. 섬의 나머지 부분을 합병하는 작전은 아폴로도로스 시르마케지스 대령의 지휘 하에 놓였다. 시르마케지스는 3,175명의 병력을 이끌고 필리아의 오스만 군영을 향해 진군하였으며, 12월 19일에 도시 외곽에 도달했고 다음 날 아침 공격을 계획하였다. 그러나 오스만 군 지휘관들이 시르마케지스에게 휴전을 요청해왔고, 오스만의 항복은 전투 개시 한 달 후인 1912년 12월 21일에 최종 확정되었다. 이 전투에서 9명의 그리스 군인이 전사하고 81명이 부상을 입었다. 다음 해, 오스만 제국은 레스보스를 그리스에 양도하기로 한 이전 합의를 부인했지만, 결국 런던 조약을 통해 이를 인정하게 되었다.
제1차 세계 대전과 1919~1922년 그리스-튀르키예 전쟁 이후 이루어진 그리스-튀르키예 간 주민 교환으로 인해 현지 무슬림들이 섬을 떠났고, 레스보스는 오스만 점령 이전과 같이 완전히 그리스 정교회 인구로 돌아갔다. 1922년, 전쟁과 당시 발생한 그리스인 대학살을 피해 많은 그리스 난민들이 레스보스에 정착하였다. 이 난민들은 대부분 여성과 아이들이었는데, 남성들은 전투에 참여하고 있거나 전사하였기 때문이다. 난민들이 기증한 "소아시아의 어머니 상"이라는 이름의, 아이들을 안고 있는 어머니 동상이 미틸리니에 세워졌다. 20년 후, 제2차 세계 대전 중 나치 독일이 그리스와 유고슬라비아를 침공하였고, 두 나라는 1941년에 패배하여 추축국들 사이에 분할되었다. 레스보스는 독일에 의해 점령되었다가 1944년 9월 10일 그리스가 해방될 때 함께 해방되었다.
레스보스의 오랜 가문 후손인 시인 오디세아스 엘리티스가 1979년 노벨 문학상을 수상하였다.

## 관광

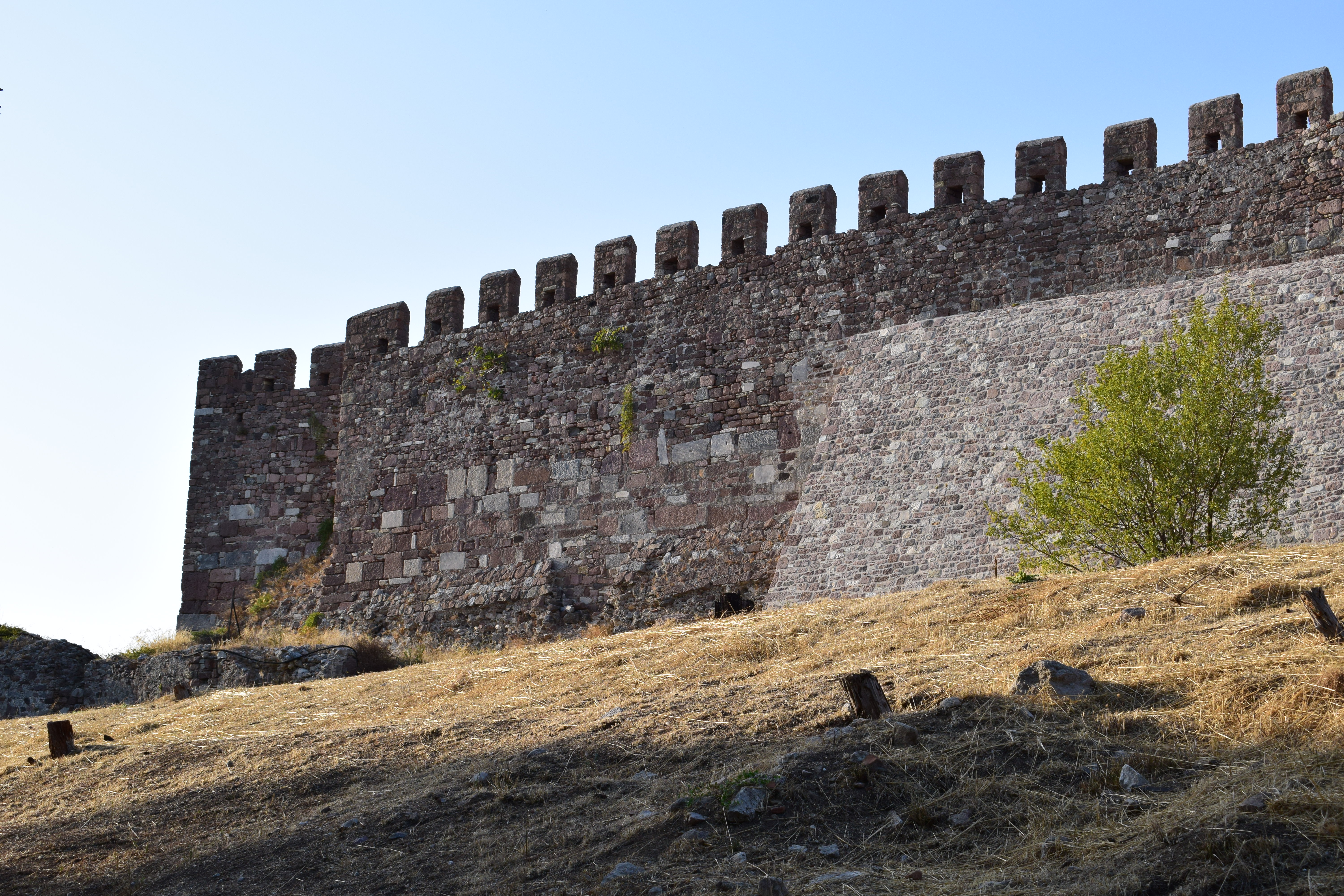
미틸리니성

레스보스는 그리스 섬 관광지 중 하나로 잘 알려져 있으며, 특히 4월, 5월, 6월, 7월의 관광 시즌에 인기가 높다. 미틸리니 공항 관리국의 기록에 따르면 2015년 관광 시즌 동안 47,379명의 관광객이 레스보스를 방문했다. 그러나 난민 위기 이후 이 섬으로의 관광이 둔화되어 2015년 6월부터 2016년 6월까지 67.89%의 감소율을 보였다. 2016년 관광 시즌 동안 47편의 항공편으로 6,841명의 유럽인이 레스보스에 도착했는데, 이는 전년도 7월 130편의 항공편으로 18,373명의 유럽인이 이 섬을 방문한 것과 비교된다. 2011년에는 관광객을 태운 94척의 크루즈선이 레스보스에 도착했지만 2018년에는 단 1척만이 도착했다.
2019년, 레스보스 상공회의소장 반젤리스 미르시니아스는 《자카르타 포스트》에 섬 행정부가 "관광객들을 다시 유치하려 노력하고 있으며" "레스보스가 얼마나 아름다운지 사람들에게 상기시키고 싶다"고 말했다. 그는 유럽 연합이 광고를 도와주기를 주장하며 "경제는 여전히 위기의 영향을 받고 있습니다. 이 이미지를 바꾸려면 시간과 돈이 필요할 것입니다"라고 말했다. 《자카르타 포스트》는 최근 몇 년 동안 관광객 수가 증가하여 2018년에 63,000명이 도착했다고 보도했다. 코로나19 대유행 또한 이 섬의 관광 산업에 피해를 주었다.
2022년 4월, 그리스 정부는 레스보스와 다른 네 개 섬의 관광 회복을 위해 2백만 유로를 투자하겠다고 발표했다. 2022년 10월에는 레스보스가 크루즈선 산업으로 복귀할 것이라고 발표되었다. 레스보스가 속한 북에게해 지역의 주지사인 콘스탄티노스 무추리스는 지역 행정부가 "섬의 크루즈 관광을 발전시키기 위해" 연구를 진행할 것이라고 설명했다. 관광 담당 부지사인 니콜라오스 니크타스는 크루즈 산업이 "이 섬과 그 문화에 적합하다"고 믿었고, 이 프로젝트의 개발 책임자인 이오아니스 브라스는 이 섬이 "크루즈 시장에 많은 것을 제공할 수 있다"고 말했다.
영어와 그리스어를 포함한 대부분의 유럽 언어에서 "레즈비언"(lesbian)이라는 용어는 일반적으로 동성애자 여성을 지칭하는 데 사용된다. 이 용어의 사용은 레스보스에서 태어나 다른 여성들을 향한 강렬한 감정적 내용의 시를 쓴 사포의 시에서 유래한다. 이러한 연관성 때문에 사포의 출생지인 에레소스 마을은 성소수자 관광객들이 자주 방문하는 곳이 되었다.

## 지리

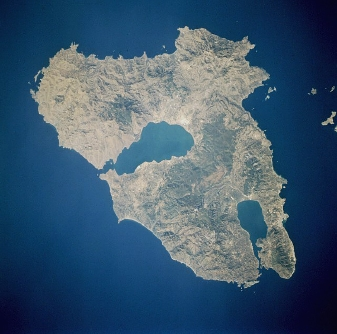
레스보스섬의 위성 사진 (1995년)

레스보스는 섬의 북쪽과 중앙을 차지하는 레피팀노스 산(968m)과 올림푸스 산(968m), 두 큰 봉우리를 가진 산지이다. 올리브나무가 다른 과일나무와 함께 섬 면적의 40%를 덮는다.

### 레스보스 지질공원

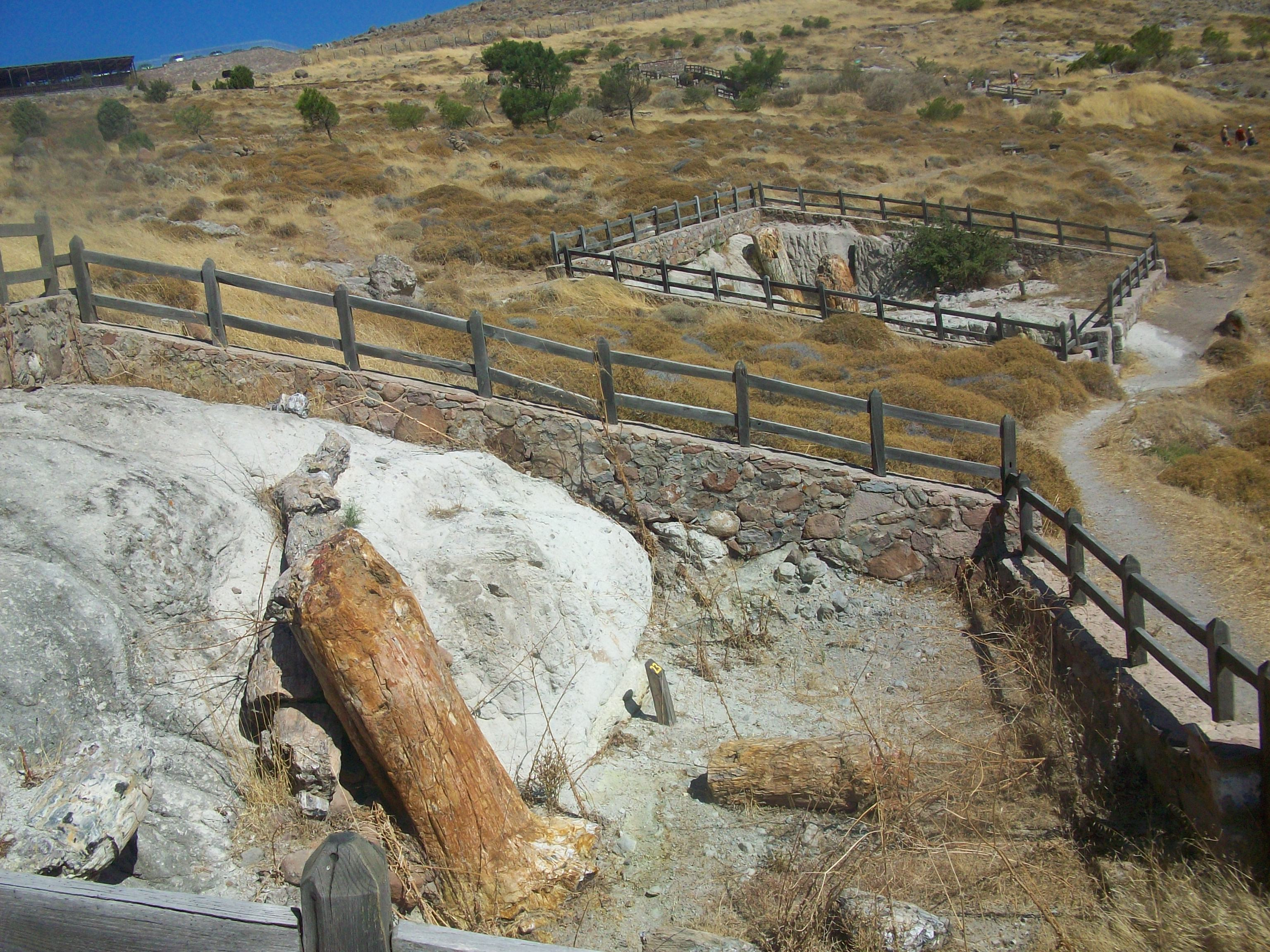
레스보스섬의 규화목

레스보스섬은 규화목으로 가득찬 레스보스 화석림을 가지고 있는데, 이를 확장하여 레스보스섬 전체가 2000년부터 유럽지질공원네트워크에 가입하였고, 2004년부터 유네스코 세계지질공원에 가입되어있는 상태다.
이 화석림은 대부분 올리고세 후기에서 미오세 중기에 화산활동으로 인해 형성된 것으로 알려져 있다. 안산암, 데이사이트, 유문암, 이그님브라이트, 화산 쇄설물, 응회암, 화산재를 비롯한 신제3기 화산활동의 흔적이 섬의 중부와 서부에서 다량 발견된다. 이런 화산활동이 섬의 숲을 비롯한 식생을 덮어 화석화가 급격히 진행되었다. 따라서 레스보스섬의 북서부는 1,500~2,000만년 전 아열대 지역의 식생을 보여준다는 점에서 커다란 가치가 있다.

## 기후
이 섬은 쾨펜의 기후 구분에 따른 온난 여름 지중해성 기후(Csa)를 가지고 있다. 연평균 기온은 18°C(64°F)이며, 연평균 강수량은 750mm이다. 뛰어난 일조량으로 에게해에서 가장 햇빛이 많은 섬들 중 하나로 꼽힌다. 눈과 매우 낮은 기온은 드물게 나타난다.
| 1955년에서 2010년까지 미틸리니의 기후            | 1955년에서 2010년까지 미틸리니의 기후 | 1955년에서 2010년까지 미틸리니의 기후 | 1955년에서 2010년까지 미틸리니의 기후 | 1955년에서 2010년까지 미틸리니의 기후 | 1955년에서 2010년까지 미틸리니의 기후 | 1955년에서 2010년까지 미틸리니의 기후 | 1955년에서 2010년까지 미틸리니의 기후 | 1955년에서 2010년까지 미틸리니의 기후 | 1955년에서 2010년까지 미틸리니의 기후 | 1955년에서 2010년까지 미틸리니의 기후 | 1955년에서 2010년까지 미틸리니의 기후 | 1955년에서 2010년까지 미틸리니의 기후 | 1955년에서 2010년까지 미틸리니의 기후 |
| 월                                               | 1월                                   | 2월                                   | 3월                                   | 4월                                   | 5월                                   | 6월                                   | 7월                                   | 8월                                   | 9월                                   | 10월                                  | 11월                                  | 12월                                  | 연간                                  |
| ------------------------------------------------ | ------------------------------------- | ------------------------------------- | ------------------------------------- | ------------------------------------- | ------------------------------------- | ------------------------------------- | ------------------------------------- | ------------------------------------- | ------------------------------------- | ------------------------------------- | ------------------------------------- | ------------------------------------- | ------------------------------------- |
| 역대 최고 기온 °C (°F)                           | 20.2 (68.4)                           | 21.3 (70.3)                           | 28.0 (82.4)                           | 31.0 (87.8)                           | 35.0 (95.0)                           | 40.0 (104.0)                          | 39.5 (103.1)                          | 38.2 (100.8)                          | 36.2 (97.2)                           | 30.8 (87.4)                           | 27.0 (80.6)                           | 22.5 (72.5)                           | 40.0 (104.0)                          |
| 일평균 최고 기온 °C (°F)                         | 12.2 (54.0)                           | 12.8 (55.0)                           | 15 (59)                               | 19.3 (66.7)                           | 24.3 (75.7)                           | 28.9 (84.0)                           | 31 (88)                               | 30.8 (87.4)                           | 27 (81)                               | 22 (72)                               | 17.4 (63.3)                           | 13.9 (57.0)                           | 20.9 (69.6)                           |
| 일일 평균 기온 °C (°F)                           | 9.5 (49.1)                            | 9.9 (49.8)                            | 11.6 (52.9)                           | 15.6 (60.1)                           | 20.2 (68.4)                           | 24.7 (76.5)                           | 26.6 (79.9)                           | 26.1 (79.0)                           | 22.9 (73.2)                           | 18.5 (65.3)                           | 14.3 (57.7)                           | 11.3 (52.3)                           | 17.6 (63.7)                           |
| 일평균 최저 기온 °C (°F)                         | 6.8 (44.2)                            | 7.0 (44.6)                            | 8.2 (46.8)                            | 11.4 (52.5)                           | 15.3 (59.5)                           | 19.6 (67.3)                           | 22 (72)                               | 21.7 (71.1)                           | 18.6 (65.5)                           | 15 (59)                               | 11.4 (52.5)                           | 8.7 (47.7)                            | 13.7 (56.7)                           |
| 역대 최저 기온 °C (°F)                           | −4.4 (24.1)                           | −3 (27)                               | −1.2 (29.8)                           | 4.0 (39.2)                            | 8.4 (47.1)                            | 11.0 (51.8)                           | 15.8 (60.4)                           | 16.3 (61.3)                           | 10.9 (51.6)                           | 5.2 (41.4)                            | 1.4 (34.5)                            | −1.4 (29.5)                           | −4.4 (24.1)                           |
| 평균 강수량 mm (인치)                            | 111 (4.4)                             | 96.2 (3.79)                           | 70.1 (2.76)                           | 44.8 (1.76)                           | 19.8 (0.78)                           | 6.4 (0.25)                            | 2 (0.1)                               | 2.7 (0.11)                            | 12.4 (0.49)                           | 43.9 (1.73)                           | 97.1 (3.82)                           | 138.7 (5.46)                          | 670.6 (26.40)                         |
| 평균 강수일수 (≥ 1.0 mm)                         | 9.0                                   | 8.1                                   | 6.5                                   | 4.8                                   | 2.7                                   | 0.8                                   | 0.4                                   | 0.4                                   | 1.3                                   | 3.3                                   | 6.8                                   | 10.0                                  | 54.1                                  |
| 평균 상대 습도 (%)                               | 71.0                                  | 69.8                                  | 57.5                                  | 63.9                                  | 62.6                                  | 57.3                                  | 56.0                                  | 57.4                                  | 59.5                                  | 66.1                                  | 71.0                                  | 72.0                                  | 64.5                                  |
| 출처 1: Hellenic National Meteorological Service |                                       |                                       |                                       |                                       |                                       |                                       |                                       |                                       |                                       |                                       |                                       |                                       |                                       |
| 출처 2: NOAA                                     |                                       |                                       |                                       |                                       |                                       |                                       |                                       |                                       |                                       |                                       |                                       |                                       |                                       |

## 경제
레스보스의 경제는 본질적으로 농업에 기반을 두고 있으며, 올리브유가 주요 수입원이다. 미틸리니의 국제공항과 페트라, 플로마리, 몰리보스, 에레소스와 같은 해안 도시들을 중심으로 한 관광업이 섬 경제에 상당한 기여를 하고 있다. 어업과 비누 제조, 그리고 그리스의 국민 리큐어인 우조 생산이 나머지 수입원을 차지한다.

## 저명한 출신
- 사포 (시인)
- 알카이오스 (시인)
- 아리스토텔레스
- 테오프라스토스
- 콘스탄티노스 9세
- 바르바로스 하이레딘 파샤
- 아흐메드 제말 파샤
- 오디세아스 엘리티스
- 콘스탄티노스 켄데리스

## 같이 보기
- 아소스
- 그리스의 섬 목록

### 참고문헌
- Hall, Richard C. (2000). 《The Balkan Wars, 1912–1913: Prelude to the First World War》. London: Routledge. ISBN 0-415-22946-4.
- Richter, Heinz A. (1998). 《Greece in World War II》 (그리스어). transl by Kostas Sarropoulos. Athens: Govostis. ISBN 978-960-270-789-0.
- Tomasevich, Jozo (1975). 《War and Revolution in Yugoslavia, 1941–1945: The Chetniks》. Stanford, CA: Stanford University Press. ISBN 978-0-8047-0857-9.
- 《Επίτομη Ιστορία των Βαλκανικών Πολέμων 1912-1913》 [Concise History of the Balkan Wars 1912–1913]. Athens: Hellenic Army General Staff, Army History Directorate. 1987. OCLC 51846788.